# George Grosz
George Grosz, född 26 juli 1893 i Berlin som Georg Ehrenfried Groß, död 6 juli 1959 i Västberlin, var en tysk expressionistisk/dadaistisk målare och grafiker. George Grosz anglifierade sitt förnamn omkring 1916, för att visa sitt avståndstagande från den nationalism som rådde i kejsardömet Tyskland i samband med första världskriget. Efternamnet fick sin lilla särprägel vid samma tid. Han är mest känd för sina satiriska tuschteckningar av Weimarrepublikens Tyskland. Förutom teckningar målade han oljemålningar i en kraftig kolorit med samma motivkrets, ofta stads- och personporträtt.

## Liv och verk
George Grosz antogs som elev vid konstfack i Dresden 1909 och lärde där känna den något äldre Otto Dix. Efter examen 1912 flyttade han till födelsestaden Berlin som familjen hade lämnat när han var fem år. Han hade fått ett statligt stipendium för fortsatta studier vid konstfack där. Från våren 1913 kunde han vistas i Paris under åtta månader, för att studera kroki och aktmåleri vid Académie Colarossi. Betydelsefulla influenser var japanska träsnitt, karikatyrer i Simplicissimus liksom verk av såväl Honoré Daumier som Henri de Toulouse-Lautrec. Han medarbetade under denne tid som tecknare i Lustige Blätter.
Grosz krigserfarenheter därefter som tysk soldat, men även som civilperson i Berlin och som intagen på ett militärt nervhem lämnade bestående intryck. Målningen Metropolis (1916-17) färdigställde han under sin konvalescens. Han medverkade samtidigt till bildandet av den berlinska dadagruppen ihop med Richard Huelsenbeck, vars litterära verk han illustrerade med teckningar, och bröderna John Heartfield och Wieland Herzfelde. De utgjorde senare även en vänsterfalang inom den större konstnärligt radikala sammanslutningen Novembergruppe som genom sitt namn ville anknyta till den tyska novemberrevolutionen.
Mot slutet av 1920-talet förknippas han med stilriktningen den nya sakligheten. Med obarmhärtig och skrämmande precision blottställde Grosz i sina verk tjänstemännen och profithajarna som gjorde sin förtjänst på kriget, och, i dess kölvatten, det syndiga levernet, det politiska kaoset och borgerlighetens självbelåtenhet. 1923 blev hans utställning Ecce Homo, där han framställt Kristus på korset med kängor och gasmask beslagtaget av myndigheterna.
Mellan juni och oktober 1932 fick Grosz en lärartjänst vid Art Students League of New York. Där undervisade han i kroki och aktmåleri. Han bestämde sig för att lämna Tyskland för gott och emigrerade den 12 januari 1933 till USA, hans barn kom efter i oktober. Strax efter nazisternas maktövertagande i slutet av januari stormades hans ateljé, och blott nio dagar efter riksdagshusbranden blev George Grosz den första offentliga personen att fråntas sitt tyska medborgarskap. 
Under våren 1933 visades målningen Metropolis på en nationalsocialistisk utställning benämnd Kulturbolschewistische Bilder, som arrangerades på Kunsthalle Mannheim. Den visades även på utställningen Mannheimer Schreckenskammer ["Mannheims skräckkammare"] i Erlangen sommaren 1933. Allt som fanns utgivet av och med George Grosz - tidskrifter, illustrerade böcker, grafikmappar och konstböcker - hade bränts den våren under bokbål runt om i Nazityskland. Alla verk av honom avlägsnades från museer och offentliga samlingar 1937, 27 akvareller, 8 målningar, 398 grafiska blad och 64 teckningar. Några visades på vandringsutställningen Entartete "Kunst" (1937–1941). Vissa verk såldes till utlandet, andra utplånades förmodligen. Några återfinns idag på Pinakothek der Moderne i München. Av 170 verk från berlintiden är 70 försvunna.  
Grosz stannade i New York där han undervisade i konst fram till 1959. Då återvände han till Berlin, men kort efter hemkomsten ramlade han i trapphuset till sin bostad och avled.
George Grosz var från 1920 gift med Eva Grosz (1895–1960). De är båda begravda på Friedhof Heerstraße i Berlins Westend, strax intill vännen Theodor Däubler.

## Galleri

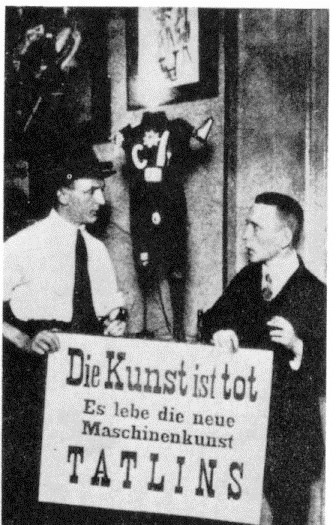
George Grosz och John Heartfield vid en "dadamässa" i Berlin 1920. På plakatet står det: "Konsten är död. Leve Tatlins nya maskinkonst".
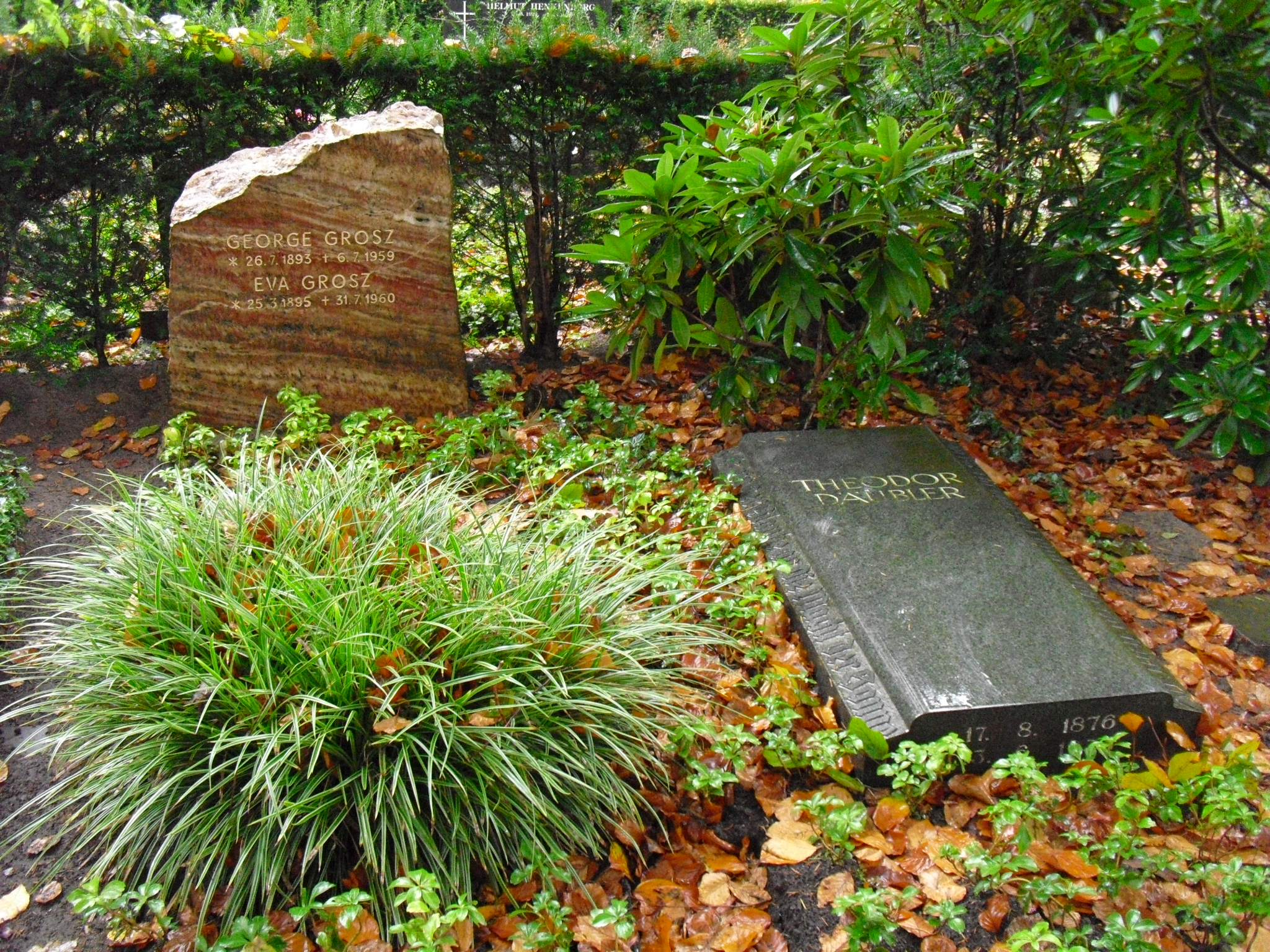
Makarna Grosz grav bredvid Däublers.

## Verk i bokform

### Teckningar
- Das Gesicht der herrschenden Klasse: 55 politische Zeichnungen (Berlin: Malik Verlag, 1921) Tredje utökade upplagan samma år: Online (International Dada Archive)
- Mit Pinsel und Schere: 7 Materialisationen (Malik Verlag, 1922) Online (I.D.A.)
- Das neue Gesicht der herrschenden Klasse. (Malik-Verlag, 1930) 126 s.
- Die Gezeichneten. 60 Blätter aus 15 Jahren (Malik-Verlag, 1930) 128 s.

### Skrifter
- Die Kunst ist in Gefahr. 3 Aufsätze, tillsammans med Wieland Herzfelde (Malik-Verlag, 1925), 44 s.
- Ein kleines Ja und ein großes Nein, sein Leben von ihm selbst erzählt, en självbiografi (Hamburg: Rowohlt, 1955)

### Redaktörskap
- Der blutige Ernst, tidskrift (6 nr) tillsammans med John Höxter och Carl Einstein (Berlin, 1919) Online (I.D.A.)